# Scherz Károly

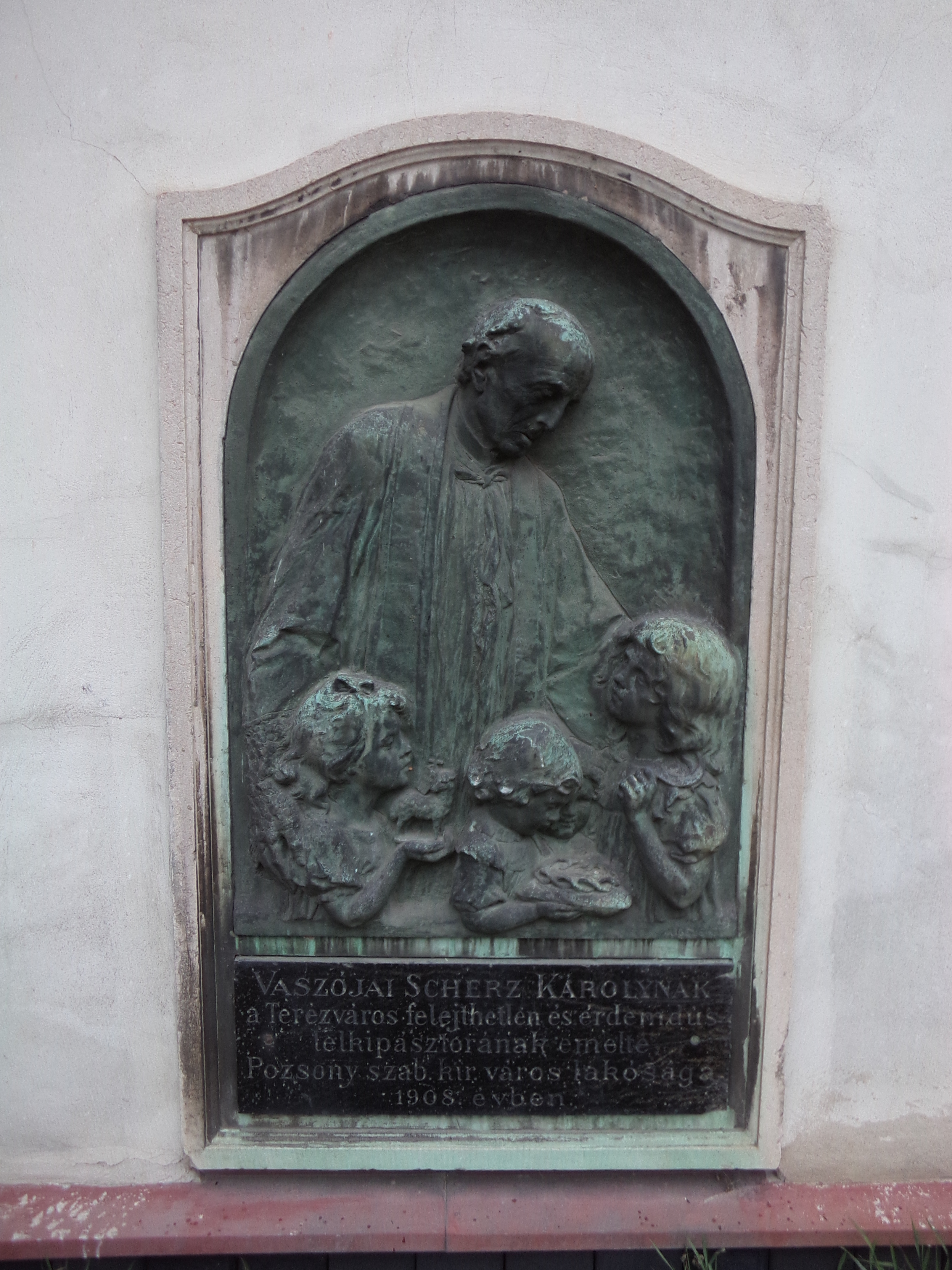
Scherz Károly emlékmű Pozsonyban

Vaszójai Scherz Károly, szlovákul: Karol Scherz de Vasoja (Pozsony, 1807. január 17. – Pozsony, 1888. szeptember 19.) római katolikus segédlelkész.

## Élete
Gimnáziumi tanulmányait és a bölcseletet Pozsonyban, a hittudományokat Győrött végezte. Pappá szentelték 1830. január 31-én. Tizenhárom évig volt káplán, azután adminisztrátor a pozsonyi Lazarethben négy évig. 1849-ben belvárosi, 1855-ben zuckermandli (váralja) helyi káplán lett.
Több mint hatvan éven keresztül működött példás lelkipásztorként. Scherz pátert a hívei imádásig szerették, mert az ő lelkipásztorságának egész ideje alatt mint valódi lelkipásztor híveinek, kivált a szegényeknek valóságos atyja volt, minden
bajban segítőjük, veszedelemben védőjük, nyomorúságukban áldozatkész támogatójuk volt. Halála után több mint 20 000 ember kisérte utolsó útjára. Scherz páter nagy állatbarát híreben is állt, aki nem bírta nézni az állatok kínzását. Ő volt az, aki saját költségén kivitelezte azt, hogy a gyepmester a kutyákat nem a barbár dróthurokkal, hanem bőr és kaucsuk borította eszközökkel fogta be.

## Művei
- Trauungsrede bei der Vermählung meiner theueren Schwester Wilhelmine Scherz de Vaszója mit Herrn Georg von Csarada de Elefant. Gesprochen am 16. Mai 1839. in Pressburg. Pressburg, 1853.
- Sind christliche Wallfahrten vernunftgemäss? Auf welche Gründe stützen sich christliche Wallfahrten? Wei soll der Christ eine Wallfarth unternehmen, wenn sie zu seinem Heile gereichen soll? Bei Gelegenheit der von Seiter der kath. Gemeinde zu Pressburg unternommen 101-sten Wallfahrt nach Gross-Maria-Zell... beantwortet. Uo. 1854.

## Külső hivatkozások
- Emlékműve